# Михайло Ломоносов (спутник)
«Миха́йло Ломоно́сов» — российский научный спутник, предназначенный для исследования транзиентных световых явлений верхней атмосферы Земли, радиационных характеристик земной магнитосферы и для фундаментальных космологических исследований.
«Михайло Ломоносов» создан по заказу и с участием Московского государственного университета (МГУ) и назван в честь его основателя; этот аппарат — первый проект в стране, который финансируется за счёт университета. Разработка и запуск обошлись МГУ в сумму около 500 млн рублей. Он стал флагманом космического флота МГУ (сейчас в околоземном пространстве находятся также два студенческих мини-спутника, «Татьяна-1» и «Татьяна-2», названные в честь святой Татьяны — покровительницы российских студентов).
Разработан ОАО «Корпорация „ВНИИЭМ“». Гарантированный срок активной работы спутника был рассчитан на три года, однако через два года активной работы бортовая система сбора данных от научных приборов перестала работать в штатном режиме.

## Задачи

Вид КА «Михайло Ломоносов»

Одной из задач научного спутника является детектирование вспышек света в земной атмосфере, порождаемых внегалактическими космическими лучами ультравысоких энергий, выше 1019 эВ (до сих пор астрофизикам неизвестно, что порождает частицы столь высокой энергии).
На «Ломоносове» впервые будет предпринята попытка одновременно зафиксировать так называемое собственное излучение гамма-всплесков в оптическом и гамма-диапазоне.
Прикладные задачи: спутник будет исследовать в ультрафиолетовом диапазоне высотные быстропротекающие явления в атмосфере (спрайты, эльфы, синие джеты,
гигантские джеты и т. п.), часто связанные с грозовыми областями в тропосфере; следить за астероидами и мусором в околоземном космическом пространстве.
Главный заказчик научной программы «Ломоносов» — НИИ ядерной физики МГУ. Один эксперимент на борту «Ломоносова» финансируется в рамках Федеральной космической программы.
Проект «Ломоносов» — международный, в нём участвуют университеты Южной Кореи, Дании, Норвегии, Испании, Мексики и США. Данные, полученные с космического аппарата, будут доступны всему университетскому сообществу.

## Характеристики
«Ломоносов» создан на базе платформы «Канопус», разработанной во Всероссийском НИИ электромеханики (ВНИИЭМ).
На «Ломоносове» работает семь инструментов для изучения экстремальных физических явлений в земной атмосфере, околоземном пространстве и во Вселенной.
орбитальные телескопы, которые установлены на этом спутнике, изготовила «Корпорация ВНИИЭМ».
Список оборудования
- Орбитальный детектор ТУС (Трековая УСтановка) используется для наблюдения в ближнем ультрафиолетовом диапазоне вспышек ночной атмосферы Земли, вызванных каскадом вторичных частиц при попадании в атмосферу космических лучей предельно высоких энергий (с энергиями свыше 1019 эВ). Кроме того, прибор регистрирует транзиентные световые явления в атмосфере, связанные с различными геофизическими процессами.
- Блок детектирования рентгеновского и гамма-излучения (БДРГ) предназначен для отождествления и наблюдения внеземных источников гамма-излучения, а также для выработки триггерного сигнала, запускающего широкоугольные оптические камеры ШОК (см. ниже).
- UFFO (Ultra Fast Flash Observatory) — предназначенный для изучения гамма-всплесков комплекс, состоящий из УФ-оптического телескопа SMT с апертурой 10 см и рентгеновской камеры UBAT. Телескоп системы Ричи — Кретьена с полем зрения 17′×17′ оборудован плоским управляемым зеркалом, которое позволяет в течение секунды навестись на область, где произошёл гамма-всплеск, зарегистрированный широкоугольной рентгеновской камерой. Последняя представляет собой массив с кодированной маской, состоящий из 146×146 теллурид-кадмиевых детекторов, чувствительный в диапазоне 4…250 кэВ и имеющий поле зрения 89°×89° и эффективную площадь 307 см2[5][6].
- Оптические камеры сверхширокого поля зрения (ШОК) — две неподвижные широкоугольные фотокамеры, поле зрения которых совпадает с областью наблюдения гамма-всплесков другими инструментами, расположенными на борту спутника.
- Прибор ДЭПРОН (Дозиметр Электронов, Протонов, Нейтронов) предназначен для измерения поглощённых доз и спектров линейной передачи энергии от высокоэнергичных электронов, протонов и ядер космического излучения, а также для регистрации потоков тепловых и медленных нейтронов.
- Детектор заряженных частиц ELFIN-L (англ. Electron Loss and Fields Investigator for Lomonosov) — совместная разработка Института геофизики и планетарной физики Калифорнийского университета и НИИЯФ МГУ. В его состав входят магнитометр и детекторы энергичных электронов и протонов. Задача прибора — изучение механизмов потерь электронов и протонов из радиационных поясов Земли.
- ИМИСС-1 — устройство, предназначенное для проверки качества функционирования микроэлектромеханических инерциальных измерительных модулей в условиях космического пространства и возможности их использования для решения задач коррекции пространственной персональной ориентации в экстремальных условиях, в частности, в автоматическом корректоре стабилизации взора.
- Блок информации (БИ) обеспечивает сбор, хранение и передачу на Землю телеметрической информации. Разработан для обеспечения работы комплекса научной аппаратуры на борту КА и его оперативного и гибкого управления в ходе выполнения научной программы.

## История
Первоначально запуск спутника планировался в четвёртом квартале 2011 года, к 300-летию со дня рождения великого русского ученого. Запуск был отложен сначала на 27 апреля 2:01 UTC 2016 года с космодрома «Восточный», а после на 28 апреля 2:01 UTC по причине приостановки запуска автоматикой ракеты-носителя «Союз-2.1а».
Запуск состоялся 28 апреля 2016 в 2:01 UTC. Ракета-носитель «Союз-2.1а» с разгонным блоком Волга успешно вывели на орбиту спутник «Михайло Ломоносов» совместно со спутниками АИСТ № 2Д и SamSat-218.
Спутник штатно работал в течение двух лет. 30 июня 2018 года было заявлено о сбоях в работе научной части аппаратуры. На январь 2019 года неисправности не устранены, научная аппаратура спутника не работает, хотя связь с ним поддерживается и продолжаются попытки восстановить неисправные системы.